# دیوار
دیوار سازه‌ای است که وظیفه نگهداری منطقهٔ مشخّص، سقف یا بار را دارد. هم‌چنین دیوار به معنای «حائل میان دو چیز» است.

## ریشه نام
ریشه نام واژه دیوار از پارسی میانه و واژه دیوار آمده است.آن نیز به نوبه خود از پارسی باستان و واژه değa-vāra- آمده است به معنی دیوار خشتی.değa در پارسی باستان از زبان نیا هند و اروپایی و واژه dheigh به معنی خمیر کردن آمده است و vāra به معنی دیوار یا حفاظ از همین زبان و واژه wer به معنی حفاظ آمده است.

## گونه‌های دیوار
دیوار گلی یا دای: که از گل مخصوصی به نام گل دای ساخته می‌شود. گل دای به گلی گفته می‌شود که مقدار آب آن کمتر از سایر گل‌ها است و خاک آن فاقد شنهای ریز است. برای ساخت دای ابتدا ردیفی از گل دای به ارتفاع حداقل چهل سانتیمتر ساخته می‌شود. پس از خشک شدن این ردیف ردیفی دیگر روی آن قرار داده می‌شود تا در نهایت دیوار تکمیل شود. به هر کدام از این ردیف‌ها یک چینه گفته می‌شود. برای استقامت دای، ضخامت چینه‌های پایین بیشتر از چینه‌های بالا است، که در نتیجه سطح مقطع دای برخلاف دیوار خشتی که مستطیل است به شکل ذوزنقه است. در اثر عبور راه‌آهن از مناطق کوهستانی و مجاورت با رودخانه‌ها بمنظور حفظ و تحکیم خاکریز و بستر خط از دیوارهای مختلف استفاده می‌گردد. این دیوارها بیشتر به صورت وزنی بوده و برحسب محل به صورت بتنی یا سنگی احداث می‌گردد که در بیشتر مناطق راه‌آهن به صورت سنگی است.
دیوار بالی: دیواری است که به صورت حاده نسبت به پایه‌ها در طرفین پل ساخته می‌شود و در مواردی که آب مسیر خود را بدون کمک دیوار می‌تواند طی کند، جلوی ریزش خاکریز را می‌گیرد.
دیوار برگشتی: دیواری است که به‌طور موازی با محور خط و عمود برپایه‌ها ساخته می‌شود که بر روی پل‌های کوچک با خاکریز بلند مورد استفاده قرار می‌گیرد.
دیوار ربع مخروطی: این دیوار در مواقعی که ارتفاع پایه‌ها زیاد باشد از شسته شدن خاکریز طرفین پایه جلوگیری می‌نماید.
دیوار هدایت آب: این دیوار از فاصله دور سیلاب‌ها را جمع کرده و به دهانه پل هدایت می‌نماید. در مواقعی به کار می‌رود که حوزه آبریز تقریباً سطح نو در بارنگی‌های شدید ممکن است سیلاب بطرف خاکریز حرکت و به آن آسیب برساند.
دیوار ضامن: برای جلوگیری از رانش خاکریز در پای خاکریزها احداث می‌شود و چنانچه شیب طبیعی زمین خیلی زیاد باشد از دیوار ضامن از خشکه چینی پشت استفاده می‌شود.
دیوار حایل: این دیوارها در جلوی ترانشه‌ها احداث می‌گردد؛ و چون زمین پشت دیوار دست نخورده و طبیعی است و چسبندگی لازم را دارد ابعاد این دیوار از دیوار ضامن کوچکتر است.
دیوار پوششی: برای پوشش ترانشه‌هایی که جنس سخت دارند بکار می‌رود فشار وارده به دیوار پوششی خیلی ناچیز است.
دیوار ساحلی: این دیوارها در ساحل رودخانه جهت هدایت آب به دهانه پل و جلوگیری از پخش شدن آب در مواقع طغیان رودخانه معمولاً در خط الزامی ساحل ایجاد می‌شود.
دیوار گابیون: عبارت است از خشکه چینی نظم در داخل توری‌های فلزی مکعب مستطیلی که به منظور جلوگیری از حرکت خاک و شسته شدن پاشنه خاکریزها و غیره بکار می‌رود.
دیوار رسوب گیر: دیواری است که به صورت مشبک و وزنی در مسیل بالاست پل‌ها به منظور جلوگیری از حرکت رسوبات درشت به سمت پل احداث می‌شود رسوبات انباشته در حوضچه پشت این دیوارها جمع‌آوری و بر حسب حجم حوضچه و مقدار رسوبات حمل شده توسط سیلاب بایستی با برنامه‌های پیش‌بینی شده تخلیه گردد.
دیگر گونه‌ها:
- دیوارهای گلی
- دیواره‌های بتنی
- دیوار خاکی متراکم شده
- دیوار دیافراگمی
- دیوار با شمع‌های صفحه‌ای
- دیوار پیش‌ساخته (دیوار سه بعدی)
- دیوار آجری

## تقسیم‌بندی
دیوارها را می‌توان به انواع داخلی و خارجی تقسیم کرد.
از طرف دیگر دیوارها بر حسب تحمل فشار به چهار نوع تقسیم می‌شوند:
- دیوارهای خارجی حامل یا تحمل‌کننده بار
- دیوارهای خارجی غیر حامل دیوارهای داخلی حامل
- دیوارهای داخلی غیر حامل

## نکاتی در مورد نحوهٔ کار

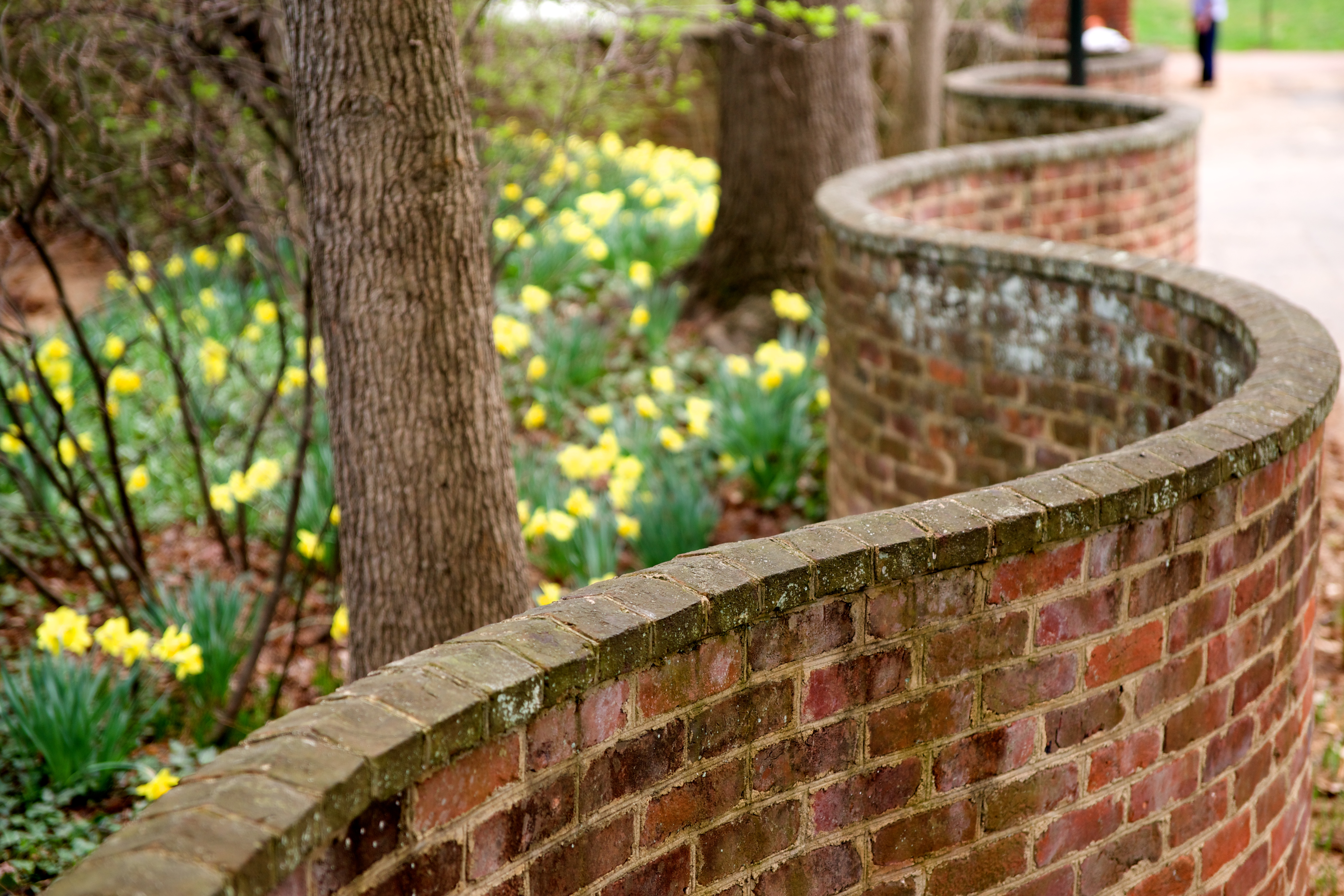
یک دیوار آجری کوتاه مارپیچ در پردیس دانشگاه ویرجینیا.

- یک دیوار آجری کوتاه مارپیچ در پردیس دانشگاه ویرجینیا.چنانچه لازم باشد در امتداد دیواری با ارتفاع زیاد که در حال ساختن آن هستیم بعداً دیوار دیگری ساخته شود باید لاریز انجام دهیم.
- هرگاه ابتدا و انتهای یک دیوار در طول دیوار دیگری بهم متصل شود، به آن دیوار در تلاقی گفته می‌شود.
- نام دیوارهای جداکننده و تقسیم پارتیشن نام دارد.
- سیمان نوع اول برای دیوارها و فونداسیون‌های معمولی استفاده می‌گردد.
- حداقل درجه حرارت برای بتن ریزی ۱۰ درجه می‌باشد.
- در بتون‌ریزی دیوارها و سقفها، صفحات قالبی فلزی مناسب ترند.
- لاریز یعنی ادامه بعدی دیوار به صورت پله پله اتمام پذیرد.یک دیوار رو به ویرانی، روی دیوار نوشته شده: «در این مکان پارک نکنید، خطر ریزش دیوار»

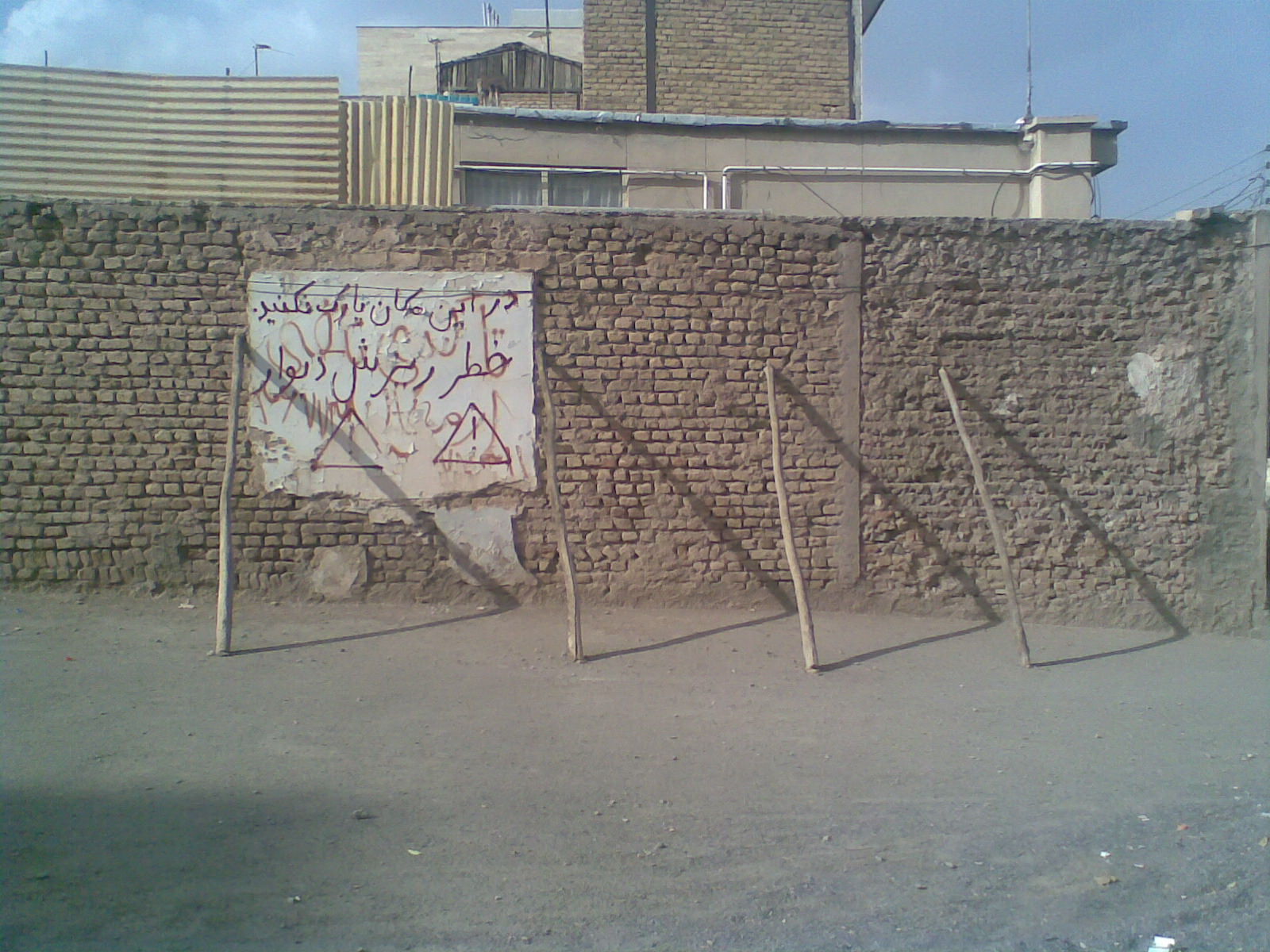
یک دیوار رو به ویرانی، روی دیوار نوشته شده: «در این مکان پارک نکنید، خطر ریزش دیوار»

- وجود بند برشی در پیوند مقاومت دیوار را ضعیف می‌کند.
- پارتیشن می‌تواند از جنس چوب، پلاستیک و فایبرگلاس باشد.
- ملات در دیوار چینی ساختمان حکم چسب را دارد.
- معمولاً برای کرم بندی دیوارهای داخلی ساختمان (اتاق‌ها) از ملات گچ و خاک استفاده می‌شود.
- وجود نمک در ملات کاه گل موجب می‌شود که در آن گیاه سبز نشود.
- بتن مسلح یعنی بتن با فولاد.[۷]
- دیوار اطراف محل آسانسور معمولاً از مصالح بتن آرمه می‌سازند.

دیوار گلی یا دای که از گل مخصوصی به نام گل دای ساخته می‌شود. گل دای به گلی گفته می‌شود که مقدار آب آن کمتر از سایر گل‌ها است و خاک آن فاقد شنهای ریز است. برای ساخت دای ابتدا ردیفی از گل دای به ارتفاع حداقل چهل سانتیمتر ساخته می‌شود. پس از خشک شدن این ردیف ردیفی دیگر روی آن قرار داده می‌شود تا در نهایت دیوار تکمیل شود. به هر کدام از این ردیف‌ها یک چینه گفته می‌شود. برای استقامت دای، ضخامت چینه‌های پایین بیشتر از چینه‌های بالا است، که در نتیجه سطح مقطع دای برخلاف دیوار خشتی که مستطیل است به شکل ذوزنقه است.

## حفاظ‌های روی دیوار یا گارد دیوار
حفاظ روی یوار اغلب به صورت میله‌های صاف می‌باشد و به چند دسته حفاظ‌های قدیم و حفاظ‌های میان رده و حفاظ‌های جدید بر روی دیوار تقسیم‌بندی می‌شوند.
در زمان‌های پیشین از انواع چوب 'خار و خاشاک به عنوان حفاظ استفاده می‌شده‌است. استفاده از مواد اولیه موجود در طبیعت با توجه به در دسترس بودن و نگرش انسان‌ها نصبت به موادی که می‌توانسته تأخیر و باز دارندگی در ورود حیوانات به مزارع یا ورود مهاجمین یا سارقان را به محل زندگی انسان‌ها را به وجود آورد بوده‌است. امروزه هم در مناطق روستایی می‌شود این نوع حفاظ‌های چوب را دید.
حفاظ روی دیوار کلاسیک یا حفاظ سنتی که روی اغلب دیوارهای قدیمی نصب شده معمولاً با استفاده از پروفبل ساده یا میلگرد یا چهارسو ساخته می‌شود
انواع حفاظ کلاسیک برای روی دیوار عبارتند از:
- حفاظ کلاسیک ساده با سرنیزه
- حفاظ کلاسیک آبشاری یک و دو طرفه
- حفاظ کلاسیک زاویه دار یک و دوطرفه
- حفاظ کلاسیک فرفورژه

با توجه به اینکه حفاظ‌های کلاسیک و سنتی زیبایی لازم را نداشتند و امنیت کافی را تأمین نمی‌کردند لذا نسل جدید حفاظ طراحی و تولید گردید که به صورت کامل روی دیوار را پوشش می‌دهند و با شاخ‌های نوک تیز بسیار زیادی که دارد عملاً عبور از روی آن‌ها بسیار دشوار و بعضاً ناممکن می‌باشد.
نسل جدید محافظ فلزی برای روی دیوار عبارتند از:
- حفاظ شاخ گوزنی
- حفاظ لیلیوم
- حفاظ نیزار مدل مهدی صادقی
- حفاظ بوته ای

## حفاظ بوته‌ای
نوعی نرده برای روی دیوار است که برای جلوگیری از ورود افراد و سارقان به داخل بنا استفاده می‌شود و برای طراحی آن از بوته‌های بزرگ و خارهای زیاد روی آن طراحی شده‌است. نرده‌های کلاسیک و سنتی عرضی در حدود ۴ سانتیمتر دارند و عرض دیوارها بیشتر از ۳۰ سانتیمتر است به همین علت روی دیوار از هر دو طرف فضایی در حدود ۱۰ تا ۱۵ سانتیمتر باقی می‌ماند که بهترین جای ایستادن و گرفت دست سارقان می‌باشد. به دلیل همین ضعف حفاظ بوته ای طراحی و تولید شده که عرض آن بیش از ۵۰ سانتیمتر با شاخک‌های زیاد و تیز و برنه می‌باشد.
حفاظ بوته‌ای نوعی از سازه‌ای فلزی است که از میلگردهای تیز و فرم یافته‌است و شاخه‌های آن با دقت و شکل خاصی در کنار هم قرارگرفته و در سایز و اندازه‌های مهندسی‌شده، جوشکاری می‌شود و با رنگ‌آمیزی دو پوششه، نمایی از یک بوته خار را جلوه‌گر می‌سازد. خصوصیت حفاظ بوته‌ای شاخه‌های خار نامنظم آن است و هر یک به جهتی رشد یافته‌اند و با ایجاد یک شبکه درهم‌تنیده، عبور را غیرممکن می‌سازند. حفاظ‌های رایج که معمولاً از پروفیل و میلگرد ساده ساخته می‌شوند، از امنیت و زیبایی کافی برخوردار نیست و به همین علت برخی از فعالان صنعت حفاظ با استفاده از نظر آرشیتکت‌ها و معماران و سازنده گان ساختمان، نسل جدید حفاظ روی دیوار را طراحی نموده‌اند که هم زیبایی و هم امنیت را یک‌جا دارند. نسل جدید حفاظ روی دیوار با نام‌های مختلفی از قبیل حفاظ شاخ گوزنی، حفاظ بوته‌ای، حفاظ نی زار، حفاظ لاله‌ای ساخته می‌شوند.
وقتی حفاظ بوته ای روی دیوار نصب شود نه تنها کل فضای روی دیوار را اشغال می‌کند بلکه مقداری هم بیرون‌زدگی دارد و باعث می‌شود سارقان نتوانند از روی آن عبور کنند. وجود شاخک‌های زیاد که با گیوتین تیز و برنده شده‌اند مانند بوته‌های بزرگ خار مانع از عبور افراد می‌شوند. این نوع حفاظ از نرده‌های و از سری نسل جدید حفاظ روی دیوار می‌باشد. این نوع نرده حفاظ شبیه حفاظ شاخ گوزنی می‌باشد با تراکم بیشتر. این حفاظ زیبا و امن در اندازه‌های زیر تولید می‌شود:
- ارتفاع: از ۷۰ تا ۱۰۰ سانتیمتر
- عرض: بسته به ارتفاع از ۵۰ تا ۸۰ سانتیمتر
- طول: در شاخه‌های ۲ متری
- تراکم: از تراکم ۷ تا ۱۳ ردیف در ۲ متر تولید می‌شود

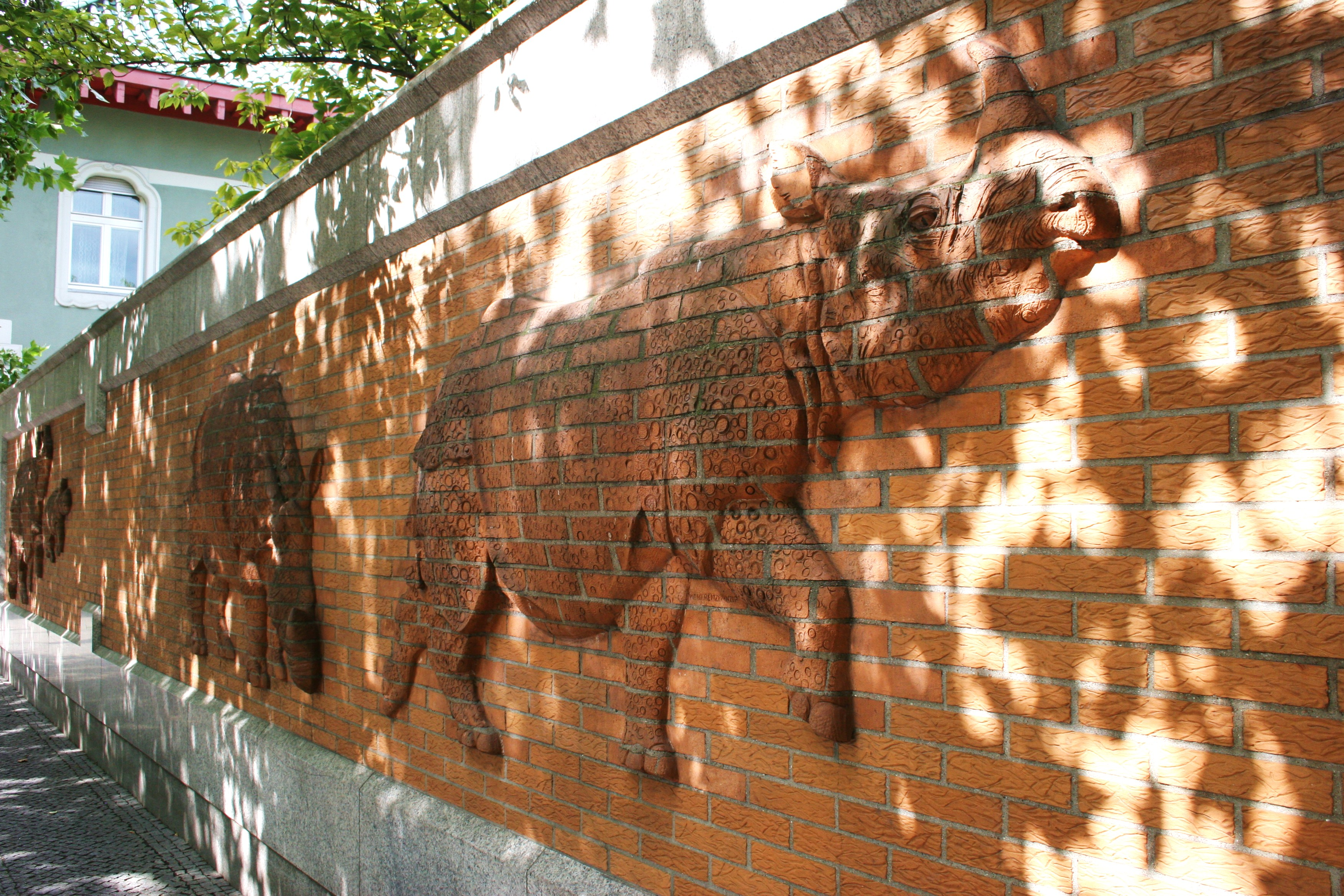
دیوار آجری باغ‌وحش برلین که منقش به نقش‌برجسته از حیوانات است.

لازم است ذکر شود که اندازه‌های فوق قابل تغییر بر اساس سفارش می‌باشد.

## حفاظ لیلیوم
حفاظ لیلیوم نام یک نرده روی دیوار از نوع فلز با سایز میلگرد ۱۰ و ۱۲ است. این نوع نرده حفاظ روی دیوار به دلیل قیمت بالا و زیبایی آن جزء حفاظ‌های برتر بر روی دیوار می‌باشد. این نرده همان‌طور که از نام آن پیداست گرفته از گل لیلیوم که در طبیعت وجود دارد انتخاب شده و در طراحی اولیه این نرده تا حد امکان سعی شده‌است که این شباهت را با طلائی کردن قسمت‌های غنچه ای شکل نرده، طراحان و تولیدکنندگان نرده حفاظ رعایت کنند. همان‌طور که در بالا به آن اشاره شد این نرده حفاظ که یک حفاظ برتر روی دیوار است نه تنها بسیار زیبا است بلکه از نظر امنیتی نیز بسیار قابل اطمینان می‌باشد به اندازه ای که از این حفاظ برای تأمین امنیت دیوارهای اردات دولتی مهم و پر بازدید به دلیل شکل منحصر به فرد و خیره‌کننده و غیرقابل نفوذ بودن استفاده شده‌است. این محافظ دیوار از سری نسل جدید حفاظ‌های برتر روی دیوار می‌باشد و انواع دیگر حفاظ برتر عبارتند از:حفاظ شاخ گوزنی، حفاظ بوته ای و حفاظ نیزار که هر کدام از این حفاظ‌ها جایگاه خود را در میان مردم دارند به طوری که اگر بخواهیم حفاظ‌های موجود را به صورت برترین‌ها رتبه‌بندی کنیم و از آن به عنوان حفاظ برتر یاد کنیم
حفاظ لیلیوم در رتبه اول 
حفاظ نیزار در رتبه دوم 
حفاظ بوته ای در رتبه سوم 
حفاظ ویژه شرکتی در رتبه چهارم 
حفاظ ترکیبی در رتبه پنجم 
حفاظ نخل مرداب در رتبه ششم قرار می‌گیرند. این رتبه‌بندی در ۲ مقوله امنیت و زیبایی نمای ساختمان شکل گرفته‌است.

## حفاظ شاخ گوزنی
حفاظ شاخ گوزنی گونه از حفاظ است که امروزه بر روی دیوار بسیاری از ساختمان‌ها نصب می‌شود تا از ورود سارقین به ملک جلوگیری شود. در گذشته انواع دیگری از حفاظ با نام حفاظ سر نیزه ای یا سیم خاردار بسیار مورد استفاده قرار می‌گرفت که به دلیل سطح امنیت پایین و عدم برخورداری از ظاهر زیبا روز به روز از محبوبیت آن‌ها کاسته شد و جای خود را به حفاظ شاخ گوزنی دادند که هم از ظاهری زیبا برخوردار بود و هم امنیت بالاتری نسبت به آن دو حفاظ داشت. از آنجایی که این نوع حفاظ ظاهری مشابه به شاخ گوزن دارد، این نوع حفاظ با نام حفاظ شاخ گوزنی در بازار مرسوم شد.
تاریخچه حفاظ شاخ گوزنی در واقعیت مشخص نیست. بیشتر تولیدکنندگان حفاظ دیوار بر این اعتقاد هستند که این حفاظ برای اولین بار توسط یک آهنگر با فکر و سلیقه شخصی خود وبا ترکیب میله‌های پیچ خورده ساخته شده و چون از باز دارندگی خوبی برخوردار بوده‌است توسط طراحان و تولیدکنندگان باز طراحی شده‌است و بعد از این تغییرات از آن به عنوان نسل جدید حفاظ روی دیوار نام برده می‌شود. در اکثر شهرها و مناطق آسیب‌پذیر از نظر امنیت حفاظ‌ها جزو مصالح ساختمانی و عناصر معماری هستند که می‌توانند تا حد زیادی در امنیت خانه‌ها از نظر امنیت داخلی و خارجی مؤثر می‌باشند.
حفاظ شاخ گوزنی از سری نسل جدید محافظ روی دیوار است که توسط تولیدکنندگان نرده تولید می‌شود. این نرده جدید با الهام گرفتن از شاخ گوزن طراحی شده و دارای شاخک‌های بسیار تیز و برنده از میلگردهای آهنی است. در عین زیبایی و شباهت به شاخ گوزن از نظر امنیتی یک حفاظ امن برای محافظت از جان و مال انسان می‌باشد. شاخک‌های بسیار زیاد و در هم پیچیده و در عین حال منظم آن زیبایی خاصی به دیوارهای ساختمان می‌دهد.
حفاظ شاخ گوزنی با الهام از شاخ گوزن و بوته‌های به هم پیچیده گل‌های رونده طراحی شده‌است. در این نوع از نرده حفاظ‌ها، شاخ‌های گوزن کاملاً منظم و با الگوریتم خاص و تقریباً به صورت قرینه در دو طرف کنار یکدیگر رشد یافته، به‌طوری‌که به‌سختی می‌توان اختلاف چشمگیری میان شاخ‌های گوزن یافت. تا قبل از سال ۹۵ بیش از ۹۹ در صد حفاظ‌های تولیدشده در بازار ایران از نوع حفاظ شاخ گوزنی بود که با به وجود آمدن شرکت‌های مخصوص تولی حفاظ و حفاظ برتر و طراحی‌های بهتر از نظر قیمت و زیبایی و امنیت این جایگاه تا ۷۰ درصد تا امروز کاهش پیدا کرده‌است.

### مراحل ساخت حفاظ شاخ گوزنی
ابتدا میلگردها از کارخانه‌های سازنده استاندارد خریداری شده و به محل تولید حفاظ سازه حمل می‌شود، میلگردها در اندازه‌های مختلف و طبق سفارش مشتری برشکاری می‌شوند. برشکاری شاخه‌های اصلی و فرعی و شاخک‌های کوتاه باید به صورت زاویه دار و به وسیلهٔ گیوتین باشد تا به اندازه کافی تیز و برنده شوند. سپس این قطعات با دستگاه پرس و در قالب‌های مختلف به شکل‌های مورد نظر خم کاری می‌شوند و در اختیار جوشکار قرار داده می‌شوند تا طبق سفارش و بر اساس الگو با چیدمان منظم و خاص هر اندازه تولید شود.
پس از جوشکاری محصول به قسمت چربی زدایی رفته و در وان‌های پر از آب مقطر و اسید قرار گرفته و بعد از خشک شدن آماده رنگ کاری شده و در قسمت رنگ کاری بعد از پاشش رنگ پودری در دستگاه ساکلون به درون کوره پخت منتقل شده و بعد از پخت در دمای ۲۲۰ درجه به مدت ۱۵ دقیقه رنگ آمیزی شده و در انبار آماده حمل به محل نصب می‌شود.

این نوع نرده آهنی روی دیوار با توجه به نیاز مشتری در هر ابعاد و اندازه ای قابل تولید می‌باشد ولی به‌طور معمول با ابعاد و تراکم ذیل تولید می‌شود. 

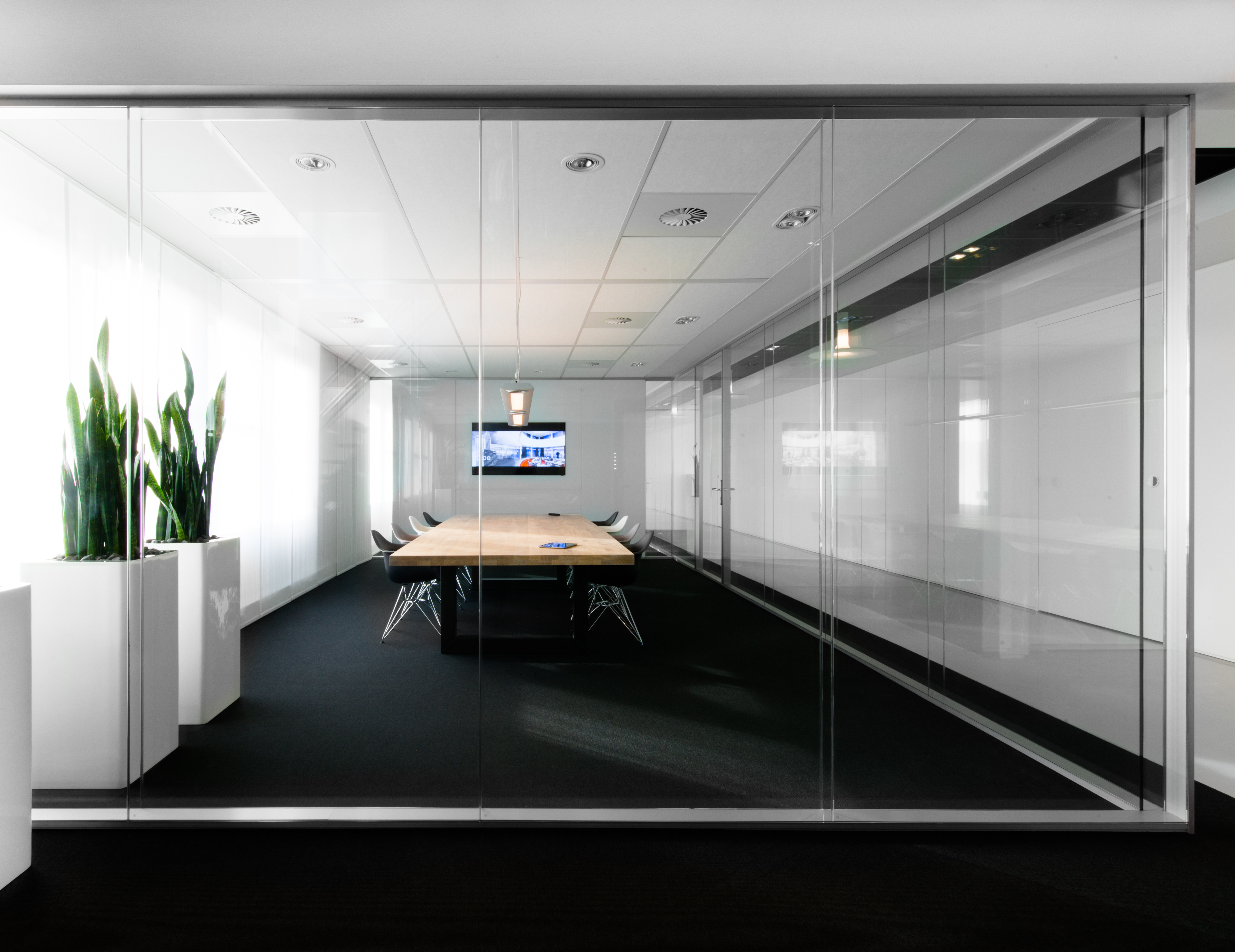
دیواری چندجداره از شیشه، استفاده‌شده در یک ساختمان مدرن.

از نظر طولی به‌طور معمول در شاخه‌های ۲ متری ساخته می‌شود
ارتفاع‌های ۷۰ سانتیمتر تا ۱۰۰ سانتیمتر
عرض آن‌ها با توجه به ارتفاع از ۵۰ سانتیمتر تا ۷۰ و بیشتر می‌باشد.
تراکم معمول آن‌ها از ۷ تا ۱۳ ردیف در دو متر
منظور از تراکم تعداد شاخه‌های اصلی در ۲ متر می‌باشد. شاخه‌های اصلی معمولاً در ردیف وسط قرار دارند و از سایر شاخک‌ها بلندتر می‌باشند. به‌طور مثال منظور از تراکم ۱۳ این است که در هر ۲ متر تعداد شاخک‌های اصلی ۱۳ ردیف می‌باشد. فاصله تقریبی شاخ‌ها در تراکم ۱۳ در حدود ۱۵ سانتیمتر می‌باشد. شاخ‌های اصلی باید مستقیم به شاسی جوش خورده باشند و شاخک‌های فرعی به آن جوشکار شوند. برخی از تولیدکنندگان شاخک‌های فرعی را نیز جزء تراکم محسوب می‌کنند و تراکم‌های بشتر از ۱۳ مثلاً ۲۰ یا ۲۵ یا حتی بیشر را اعلام می‌کنند که البته صحیح نمی‌باشد و فقط جنبه تبلیغاتی دارد. در تولید حفاظ شاخ گوزنی ارتفاع و عرض کار تأثیر مستقیم بر امنیت دارد

## حفاظ نیزار
یکی دیگر از انواع نرده حفاظ دیوار نوعی محافظ به نام حفاظ نیزار است. حفاظ نیزار هم یکی از انواع نرده روی دیوار می‌باشد. در تولید و طراحی حفاظ نیزار که یک نرده فلزی ساخته شده از میلگرد ۱۲ ساده از جنس فولاد است که در آن با استفاده از گیوتین نوک میله گرد را برش داده و به اندازه ۵ سانتی‌متر تیز می‌کنند این تیز کردن میلگرد برای آن است که از ورود افراد و جانوران از میان حفاظ یا بالای آن جلوگیری به عمل آید. حفاظ نیزار بر روی دیوار نصب می‌شود. این حفاظ از سری نسل جدید حفاظ روی دیوار به‌شمار می‌رود و در تولید آن از ۴۵ ردیف میله گرد از قسمت پایین به بالا استفاده می‌شود. این محصول دومین طراحی برند حفاظ برتر محسوب می‌شود. حفاظ نیزار در رتبه‌بندی نرده حفاظ روی دیوار رتبه دوم را در میان محافظ روی دیوار از آن خود کرده‌است. تولی حفاظ نیزار از سال ۱۳۹۰ شروع شد و برای نخستین بار در منطقه صنعتی خاوران دیده شد و بعد از آن توسط گروه حفاظ برتر بازطراحی و به بازار عرضه شده‌است. ارتفاع مناسب برای حفاظ نیزار که در ابعاد یک متر ساخته می‌شود حداقل ۹۰ سانتی‌متر است. دلیل این که از میلگرد ۱۲ در این نوع حفاظ به کار می‌رود، این است که میلگرد سایز ۱۰ قابلیت ارتجاعی دارد و در ارتفاع ۱ متر به بالا خاصیت خود را از دست داده و سست و لرزان می‌شود. برای این که در ارتفاع ۱۲۰ سانتی‌متر از میلگرد ۱۲ استفاده شود، ویژگی ارتجاعی آن است.